# Diola (Sprache)
Diola (auch Jola) ist die Bezeichnung für die Sprache der gleichnamigen Ethnie der Diola in Senegal, Gambia und Guinea-Bissau und gehört zur atlantischen Gruppe der Niger-Kongo-Sprachfamilie.
In Ethnologue, Languages of the World wird das Diola (dort: Jola Proper) in 9 Einzelsprachen gegliedert, während andere diese als Dialekte einer Sprache ansehen. Die größte Varietät darunter ist das Jola-Fonyi mit ca. 340.000 Sprechern in Senegal, ca. 67.000 in Gambia und ca. 6.500 in Guinea-Bissau. Die Bezeichnung Jola-Fonyi leitet sich von dem historischen Reich Fogny ab, in dem das Siedlungsgebiet der Diola vor Beginn der Kolonialherrschaft weitgehend zusammengefasst war.
Alle Varietäten des Diola zusammen haben über 3 Millionen Sprecher.

## Anmerkung
Die Sprache Diola (Jola) ist nicht zu verwechseln mit der Mande-Sprache Dioula (Jula) (siehe Jula (Volk)), die in Burkina Faso, Côte d’Ivoire und Mali gesprochen wird.